# Madonna Colonna
Die Madonna Colonna ist ein Gemälde aus der späten Florentiner Zeit von Raffael.
Die lesende Maria mit dem Kinde wird nach ihrem Vorbesitzer auch als Madonna Colonna bezeichnet. Sie ist am Ende von Raffaels Aufenthalt in Florenz gemalt worden und entspricht voll und ganz dessen damaligem Stil. Die Madonna Colonna stellt eine Stufe einer digital angelegten Bildkomposition dar, die Raffael in verschiedenen Formen umsetzte und von denen mit der Bridgewater-Madonna in Edinburgh (Scottish National Gallery) und der Madonna d’Orléans in Chantilly (Musée Condé) weitere Beispiele vorliegen.
Eine frühe Vorstudie befindet sich auf einer Zeichnung in London (The British Museum), auf dem auch eine Skizze zur Bridgewater-Madonna zu sehen ist. Zwei weitere Zeichnungen in Wien (Albertina) zeigen eine Weiterentwicklung der beiden Kompositionen.
Wiederholt ist versucht worden, die Madonna Colonna mit einer von Vasari erwähnten Madonna zu identifizieren, die von Raffael begonnen und von Ridolfo Ghirlandaio vollendet worden ist. Diese Vermutung wird heute von den meisten Forschern abgelehnt. Thesen, dass Vasari eher die sogenannte La belle jardinière meinte, die sich heute in Paris (Louvre) befindet, haben sich ebenfalls nicht bestätigt. Röntgenuntersuchungen der Belle jardinière haben inzwischen ergeben, dass sie nicht durch eine zweite Hand ergänzt wurde.

## Provenienz
Das Bild befand sich nacheinander in den Sammlungen Salviati und der Collezione Duchessa Maria Colonna Lante della Rovere, bevor es 1827 vom preußischen Staat für das Königliche Museum in Berlin angekauft wurde. Obwohl die Autorenschaft Raffaels unbestritten ist, wird seit dem 19. Jahrhundert von einzelnen Forschern immer wieder die Mitarbeit eines Gehilfen bei der Ausführung vermutet.
Das Bild war von der Erwerbung durch das Königliche Museum durchgehend bis 1939 ausgestellt. Danach wurde es in den Flakturm Friedrichshain ausgelagert. Als sich die Kampfhandlungen des Zweiten Weltkriegs immer weiter Berlin näherten, wurde das Bild im Frühjahr 1945 in das Kalibergwerk Kaiseroda-Merkers in Thüringen ausgelagert, wo es in die Hände der Amerikaner fiel. Diese schafften es in den General Art Collecting Point in Wiesbaden. Erst 1956 kehrte es nach Berlin zurück, wo es von 1956 bis 1997 dauerhaft im Museum Dahlem ausgestellt wurde. Seit 1998 wird es in der neuen Gemäldegalerie am Kulturforum in Berlin gezeigt.